# Higham Ferrers
Higham Ferrers is een civil parish in het bestuurlijke gebied East Northamptonshire, in het Engelse graafschap Northamptonshire. De plaats telt 8083 inwoners.